# Mariensäule (Jelenia Góra)

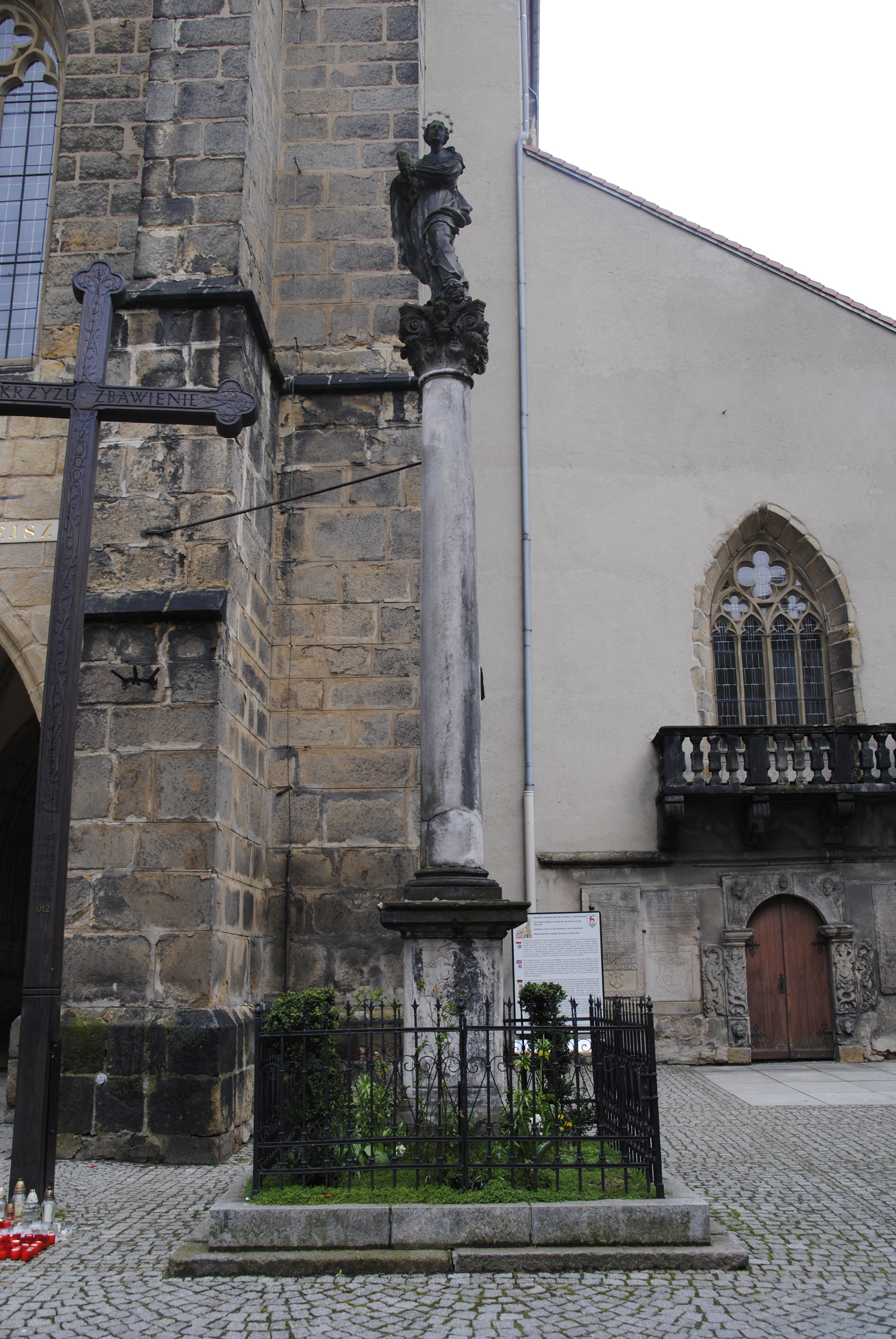
Mariensäule Jelenia Góra vor der katholischen Pfarrkirche

Die 1712 errichtete Mariensäule im niederschlesischen Jelenia Góra (deutsch Hirschberg im Riesengebirge) ist eine barocke Bildsäule. Sie steht vor der gotischen Pfarrkirche St. Erasmus und Pankratius in der Hirschberger Altstadt.

## Beschreibung
Die auf einem klassisch profilierten rechteckigen Sockel stehende glatte Säule ist mit einem korinthischen Kapitell versehen, auf der eine Marienstatue mit betenden Händen steht. Diese ist mit einem gefältelten Mantel sowie einem Sternenkranz gestaltet.
Der Schöpfer der Mariensäule war der aus Norwegen stammende Bildhauer Thomas Weißfeld (* 1670 in Oslo, † 1721 in Breslau). Er schuf u. a. den barocken Hochaltar der Pfarrkirche St. Erasmus und Pankratius sowie die vierzehn Nothelfer in der Klosterkirche Kamenz.